# Élévation (liturgie)

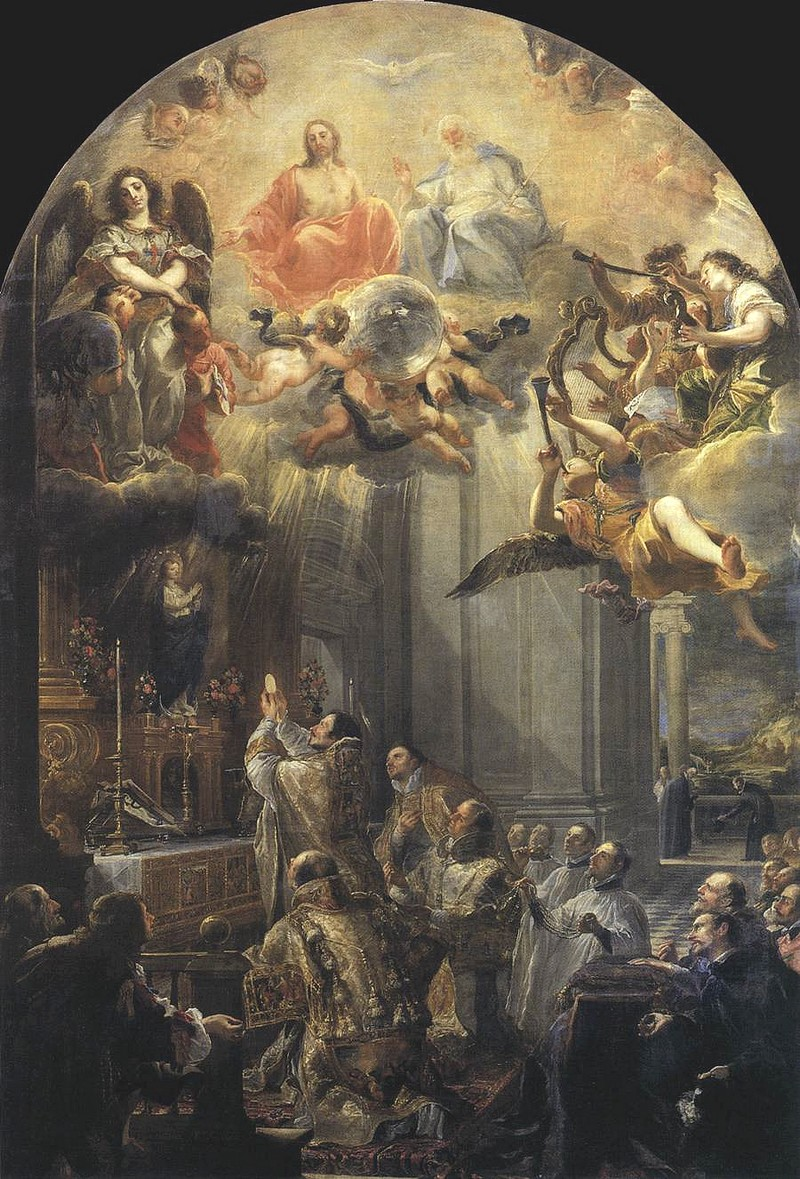
Élévation de l'hostie, avec une vision de saint Jean de Matha (toile de Juan Carreño de Miranda, 1666).

L'élévation est un rituel chrétien où sont élevés (exposés en hauteur les bras tendus) sacramentellement le Corps (hostie) puis le Sang du Christ (calice) lors de la célébration de l'Eucharistie. Ce mot s'applique particulièrement au moment où, lors du rite romain de la messe, l'hostie et le calice sont présentés immédiatement après les parties consacrées.

## L’élévation dans les différents rites chrétiens
Toutes les liturgies intègrent une élévation de l'Eucharistie, juste avant la communion, pour montrer aux croyants ce qu'ils vont recevoir. Cette élévation est déjà mentionnée par les Constitutions apostoliques.
Dans le rite byzantin, l’élévation a lieu lors de la dernière ecphonèse du célébrant avant la communion. Il élève légèrement le pain consacré au-dessus de la patène et s’exclame :Τὰ ἅγια τοῖς ἁγίοις, c’est-à-dire les choses sanctifiées aux personnes sanctifiées. En réponse, le chœur répond l'acclamation : Un seul Saint, un seul Seigneur, Jésus-Christ, à la gloire de Dieu le Père.
Les mots Τὰ ἅγια τοῖς ἁγίοις se trouvent dans les Constitutions apostoliques ainsi que dans le rite mozarabe, mais à un moment différent,.
Dans le rite romain de la messe, l’élévation est accompagnée des mots latins Ecce Agnus Dei. Ecce qui tollit peccata mundi (voici l'Agneau de Dieu qui enlève le péché du monde), reprenant la phrase de Jean le Baptiste.

### Le rite byzantin
Une adoration comparable survient lorsque l'hostie consacrée est donnée au croyant. L'officiant tend le calice au diacre qui l'élève en sortant par les Saintes Portes et s'exclame : « avec crainte de Dieu, foi et amour ». À ce moment, les fidèles se prosternent — à l'exception du dimanche ou de la célébration d'un saint, où l'assistance ne fait que s'incliner légèrement — et le chœur entonne « béni soit celui qui vient au nom du Seigneur ; le Seigneur est Dieu, et il nous est apparu ».
L’unique autre élévation rituelle du calice intervient pour les chrétiens d'Orient après la communion. Le prêtre soulève le calice et trace un signe de croix au dessus de l’antimension en disant à voix basse « béni soit notre Dieu ». Il se tourne alors vers l’assistance, élève le calice  — qui contient encore le corps et le sang du Christ — et prononce le reste de la bénédiction à voix haute « […] maintenant et à l’heure de notre mort, pour les siècles des siècles ». Le chœur répond alors : « que ma bouche soit remplie de louanges, ô mon Dieu, pour chanter ta gloire […] Alléluia, alléluia, alléluia ».
Selon la liturgie de saint Jean Chrysostome, le calice est élevé juste avant la clôture des rideaux occultant l’iconostase, avant la communion. L'officiant déclare alors : « les choses sanctifiées aux personnes sanctifiées » et l'assistance répond « un seul est saint, un seul Seigneur, dans la gloire de Dieu le Père, amen ».
Les prières précédant la communion sont alors prononcées alors que les officiants reçoivent la communion dans le chœur.

### Le rite catholique romain
Outre les élévations décrites ci-après, le terme peut également faire référence à la pièce de musique qui accompagne ce moment précis de la liturgie.
Lors du rite romain de la messe, l'élévation est accompagnée des mots Ecce Agnus Dei. Ecce qui tollit peccata mundi (Voyez l'agneau de Dieu. Voyez celui qui lave les péchés du monde.), allusion aux mots de saint Jean : « Voici l’Agneau de Dieu, qui ôte le péché du monde. ».

#### Les élévations post-transsubstantiation

##### L'hostie et le calice

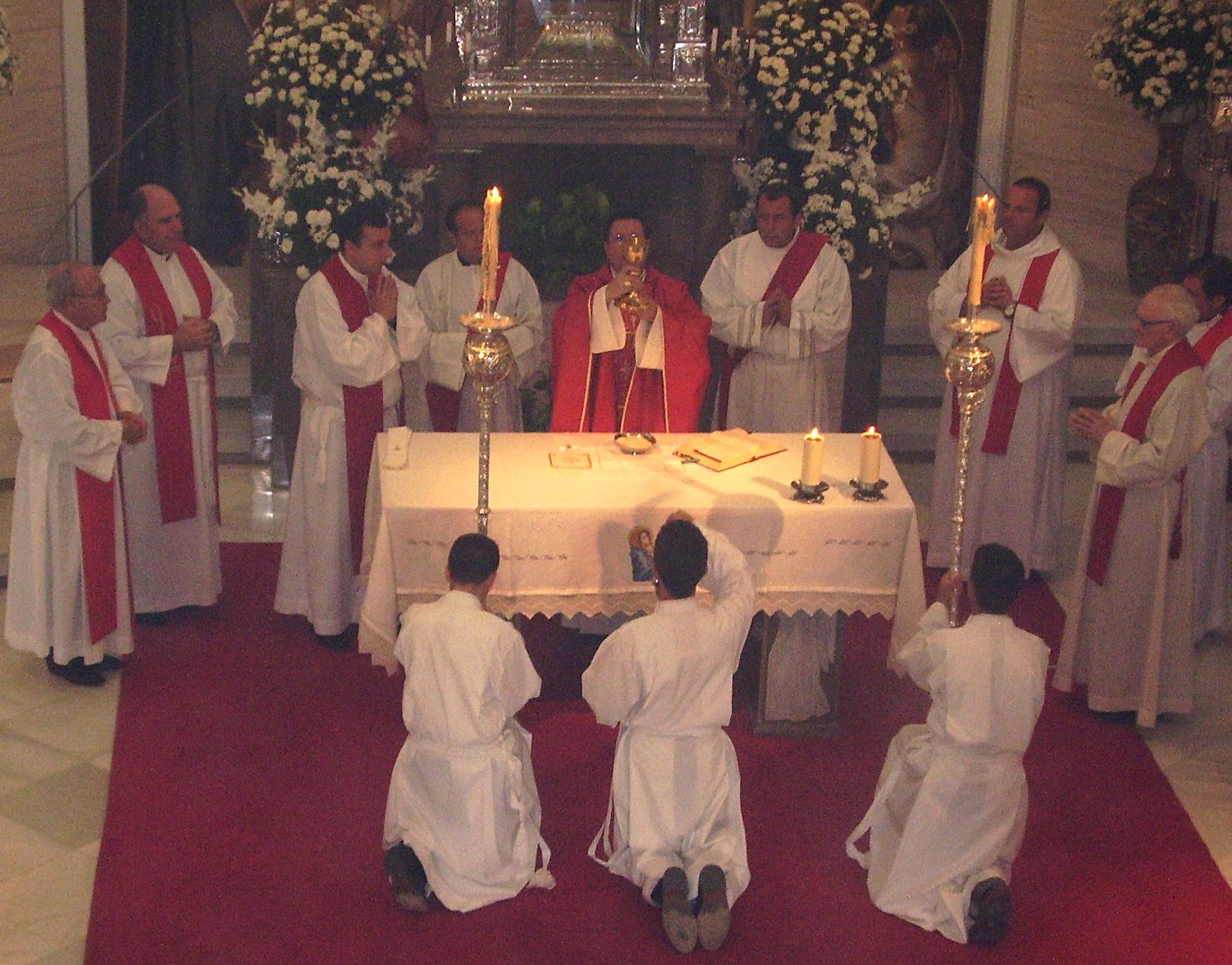
L'élévation du calice.

La signification de la double élévation, de l'hostie tout d'abord puis du calice, alors que le prêtre entame le récit de l'institution de l'eucharistie, est décrite par les textes du missel romain.
Le prêtre élève au-dessus de sa tête les éléments consacrés pour les montrer à l'assistance. Selon le missel romain, l'élévation doit se faire aussi haut qu'il est confortablement possible par l'officiant.
Ces élévations constituent un ajout médiéval tardif au rite romain. Elles apparaissent d'abord en Europe du Nord pour n'être acceptées par Rome qu'au XIVe siècle,.
À l'origine, il n’y avait qu’une seule élévation, celle de l’hostie. Le premier évêque connu à avoir ordonné la présentation de l’hostie est Odon de Sully (1196 - 1208).
La coutume se répand rapidement, mais l’élévation du calice est bien postérieure et loin d’être universelle, et en tout cas, jamais adoptée par l’Ordre des Chartreux,. Les génuflexions qui accompagnent les élévations apparaissent encore plus tard et sont intégrées officiellement comme rituel par le missel romain de Pie V qui date de 1570.

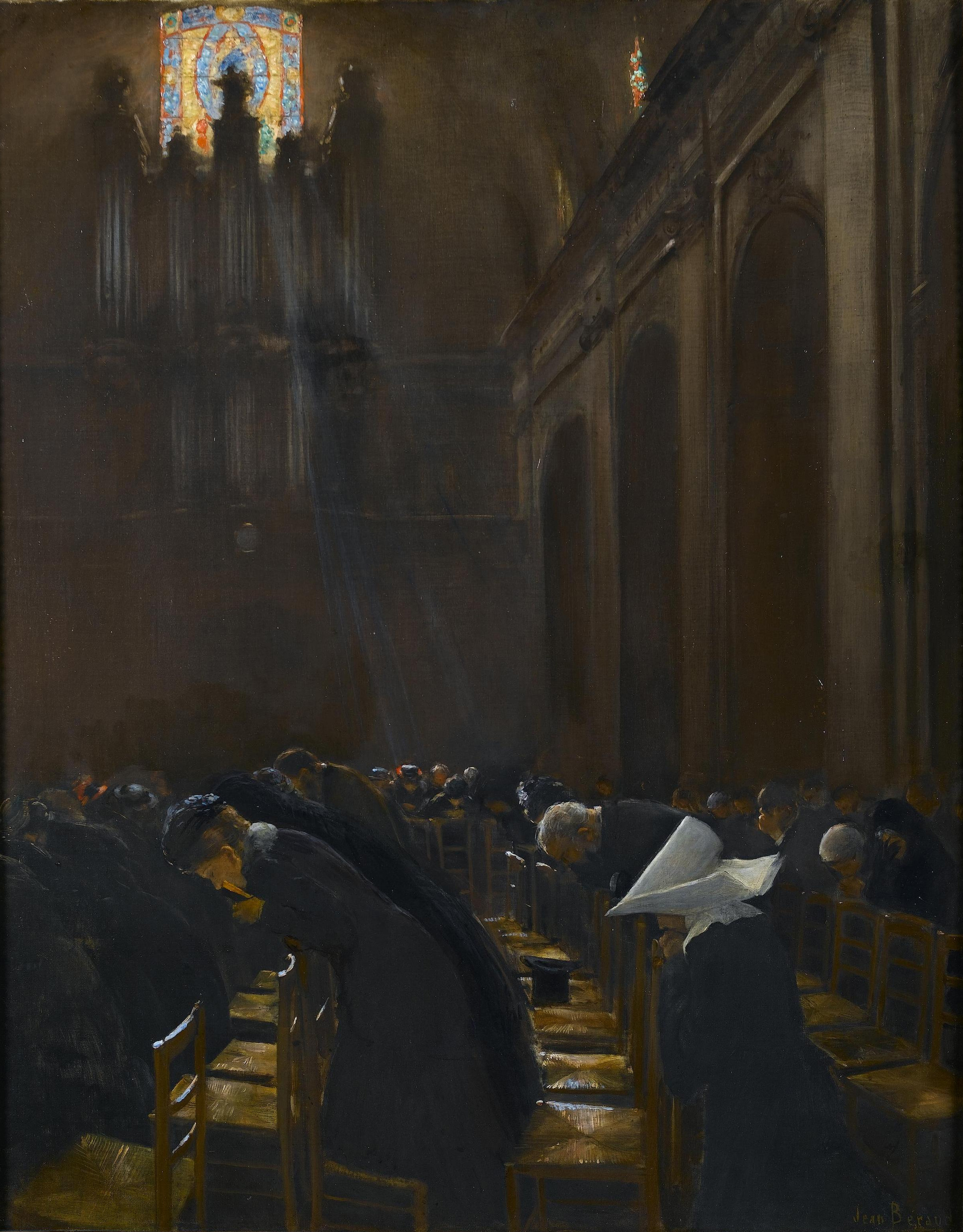
L'Élévation de l'hostie, Jean Béraud.

L'élévation de l'hostie correspond au besoin de la faire vénérer par l'assistance. Au XIIe siècle, elle est pour cette raison élevée de l'autel jusqu'à la poitrine du prêtre, qui prononce en même temps les mots de consécration. Par crainte de voir l'assistance adorer l'hostie avant sa consécration, les évêques du XIIIe siècle interdisent son élévation avant que l'officiant ne prononce les mots de consécration.
L'élévation de l'hostie à la vue des croyants, immédiatement après la consécration, se veut le signe que la transsubstantiation du pain a eu lieu, s'opposant à ceux qui veulent qu'elle n'intervienne qu'après la consécration des deux éléments, le pain et le vin,.
La présentation de l'hostie et son apparition à la vue de tous a longtemps été un privilège : « […] une soudaine mort ne pouvait pas lui arriver. Il était protégé contre la faim, la maladie, le feu […] ». « Plus haut, mon père ! » était le cri de ceux qui étaient inquiets de ne pas voir l'élévation, ou encore « encore un instant, mon père ! »
Il semble que ce soit pour permettre aux croyants d'entrer dans l'église le temps nécessaire pour voir l'élévation de l'hostie que la sonnerie de cloches a été introduite,. Selon David Aers, « les messes du Moyen Âge tardif était pour une grande majorité de Chrétiens un spectacle durant lequel assister pieusement à l'élévation du corps du Christ garantissait l'accession à un ensemble de bienfaits, sans cesse renouvelés ».

##### Le cierge
Jusque dans les années 1960, le missel romain dans sa forme tridentine prévoit qu'un cierge soit allumé lors de l'élévation sur le côté de l'autel dénommé épître,. En pratique, à l'exception des monastères et de certaines occasions, cette pratique tombe en désuétude ; le pape Jean XXIII la supprime dans les instructions générales du missel romain,.
Le cierge porte alors le nom de « cierge de l'élévation », de « cierge de la consécration » ou de « saint cierge ».
La justification de la présence d'un cierge ou d'une torche au moment de l'élévation est de permettre à l'assistance de bien voir l'hostie. Pour la même raison, un rideau sombre est placé derrière l'autel pour que la blancheur de l'hostie s'y détache mieux,.
Des miniatures du Moyen Âge montrent souvent un servant d'autel soulevant l'aube du prêtre pour compenser le poids de l'habit et permettre une meilleure élévation de l'hostie, tout en tenant un cierge piqué dans une longue tige, amenant la flamme à la même hauteur que l'hostie,.

#### Per ipsum ... omnis honor et gloria

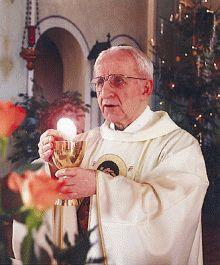
Élévation à la fin de la doxologie d'une prière universelle, durant une messe célébrée par un seul prêtre.

Une forme ancienne d'élévation de l'hostie et du calice subsiste dans la messe selon le rite romain, le prêtre concluant la doxologie de la prière eucharistique par les mots : Per ipsum et cum ipso et in ipso est tibi Deo Patri omnipotenti in unitate Spiritus Sancti omnis honor et gloria per omnia saecula saeculorum (« par lui, avec lui et en lui, à toi Dieu le père tout puissant, dans l'unité du Saint Esprit, tout honneur et toute gloire, pour les siècles des siècles »).
L'existence du rite romain de l'élévation est attesté depuis le IXe siècle au moins.
Dans la forme tridentine, l'hostie et le calice sont simplement soulevés et durant la déclamation de quatre courts mots uniquement omnis honor et gloria. Dans sa forme post-1970, l'élévation dure tout le temps de la doxologie finale jusqu'au Amen final du répons de l'assistance ; la hauteur de l'élévation n'est plus indiquée par le rituel.
Dans le rite en vigueur au XXIe siècle, pendant que le prêtre élève l'hostie, le diacre ou le concélébrant, s'il y en a un, élève le calice. S'il n'y a pas de diacre ou de concélébrant, le prêtre élève ensemble l'hostie et le calice.

#### L'offertoire du rite tridentin
Durant l'offertoire de la messe tridentine, le prêtre élève la patène et le calice — la patène est soulevée au niveau de la poitrine, alors qu'il n'y a pas d'indication pour le calice — tout en priant.
En prononçant les prières qui accompagnent la pose sur l'autel de la patène et du calice, l'officiant doit les soulever légèrement seulement.

### Le rite luthérien
Tout comme Martin Luther lui-même défend parfois la pratique de l'élévation et d'autre fois la traite comme des adiaphoron, la pratique luthérienne est loin d'être uniforme.
Après la réforme protestante, les Luthériens évitent couramment l'élévation, mettant l'eucharistie au rang de beneficium plutôt qu'à celui de sacrificium, c'est-à-dire comme un don d'origine divine à l'Homme plutôt qu'un don de l'Homme à Dieu. Cependant un intérêt nouveau porté à la liturgie a renouvelé la pratique de l'élévation au sein des congrégations luthériennes.
Dans les églises protestantes où le rite est pratique, l'élévation peut prendre place immédiatement après la consécration des éléments sacrés ou durant le pax vobiscum. Elle donne lieu à l'adoration eucharistique de la présence réelle du Christ, qui se manifeste par une inclination profonde ou une génuflexion. Les éléments sacrés peuvent être également élevés à la suite du Notre Père.
La pratique de l'élévation dans la communion luthérienne est moins uniforme que pour les Catholiques romains ou les Orthodoxes. Elle se caractérise dès lors par de multiples variations.

## L’élévation dans l’art

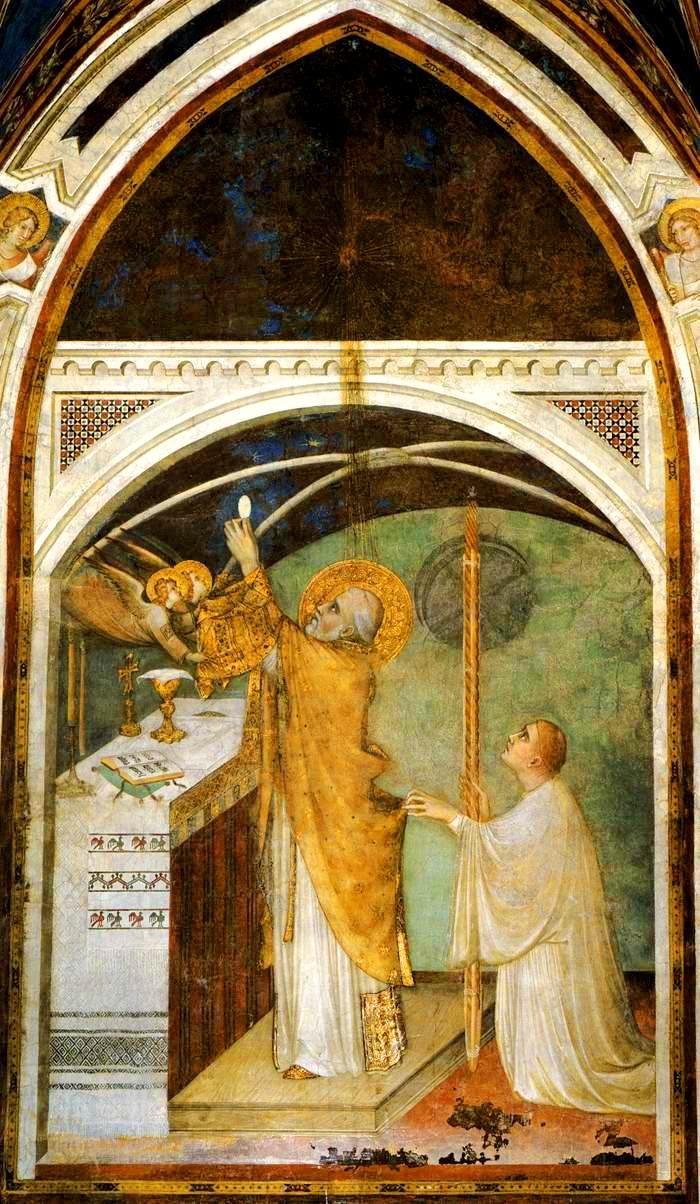
Élévation de l'hostie par Simone Martini, ca. 1325, avec élévation du cierge.
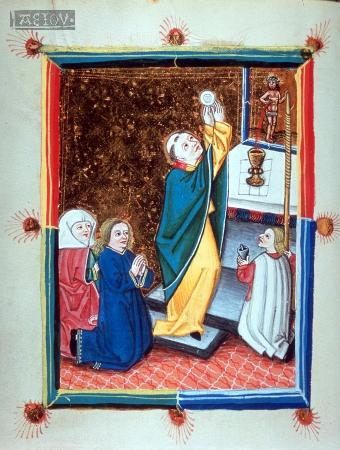
Miniature viennoise, ca. 1470.
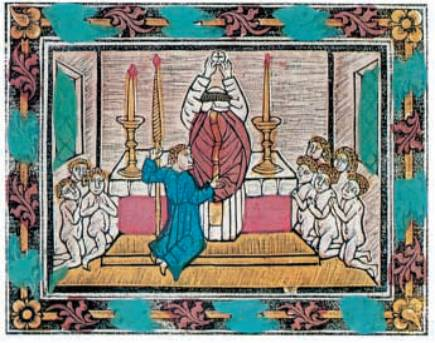
Miniature, ca. 1479.
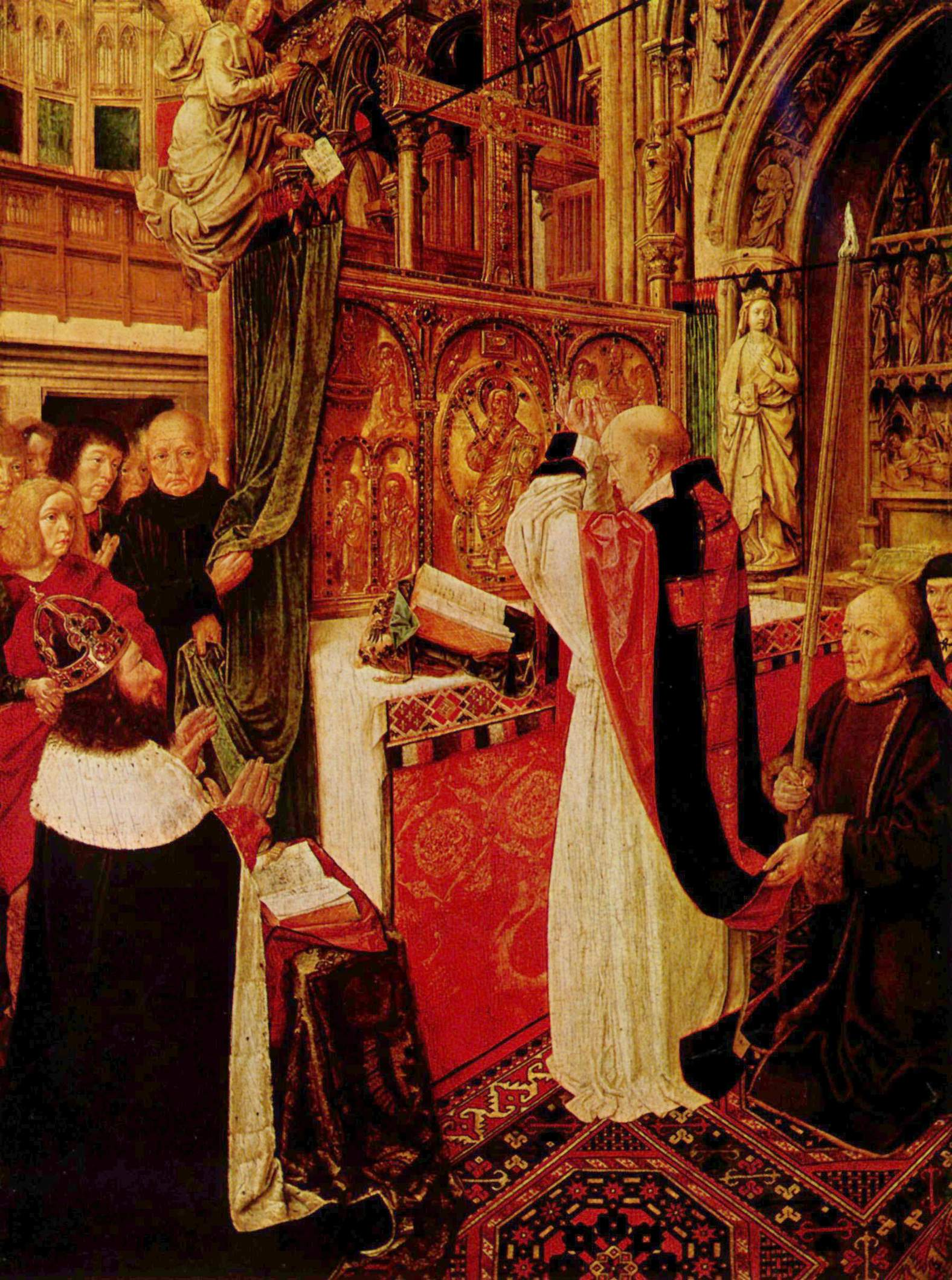
Élévation d'un cierge, ca. 1500, National Gallery, Londres.

## Mise en musique
- Marc-Antoine Charpentier a composé 50 Élévations, numérotées de H.233 à H.280 et H.408 dans le catalogue raisonné de ses œuvres.
- Camille Saint-Saëns a composé une Élévation ou Communion en mi majeur  pour orgue en 1865.